# 土岐鉾治
土岐 鉾治（とき ほこじ、1897年〈明治30年〉4月8日 - 1993年〈平成5年〉3月30日）は、大日本帝国陸軍軍人。最終階級は陸軍少将。姓ははじめ上島。

## 経歴
上島善重の三男として長野県に生まれ、土岐房枝の養子となる。1918年（大正7年）陸軍士官学校第30期卒業、陸軍砲兵少尉に任官。
1939年（昭和14年）8月に陸軍砲兵大佐・陸軍造兵廠小倉工廠検査課長。同年12月に陸軍造兵廠小倉工廠砲具製造所長。1940年（昭和15年）4月に小倉陸軍造兵廠第1製造所長。1942年（昭和17年）9月に相模陸軍造兵廠作業課長兼技術課長を経て、1944年（昭和19年）8月1日に陸軍少将に昇進。翌年の1945年（昭和20年）4月16日に第4陸軍技術研究所長兼相模陸軍造兵廠長に任ぜられ、終戦を迎えた。 
終戦後は、富士自動車生産本部長、相模工業参与、ダイハツ工業工作部長池田工場長、同教育部長などを歴任した。